# Marienkirche (Woquard)

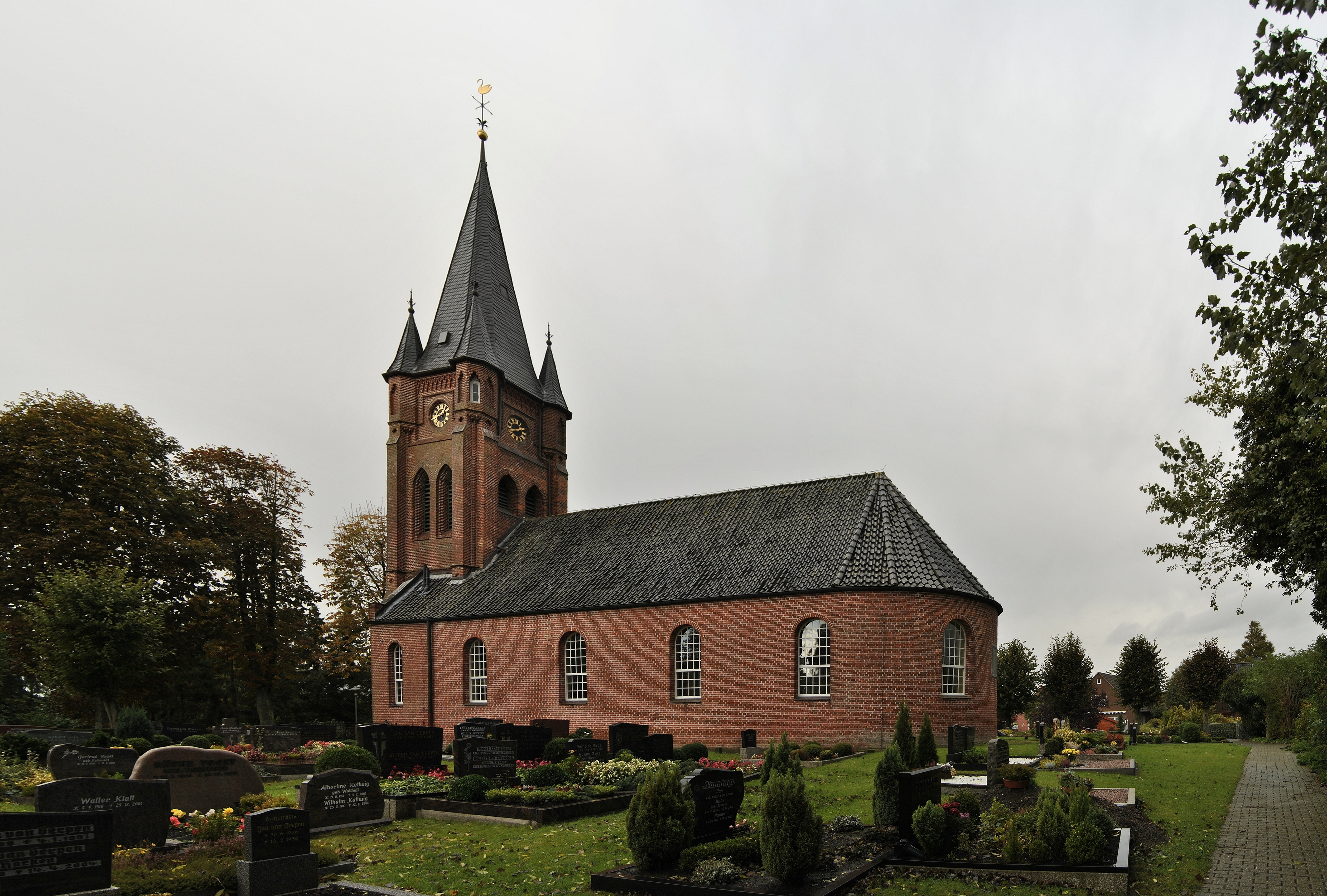
Lutherische Kirche, Oktober 2010

Die evangelisch-lutherische Marienkirche im ostfriesischen Woquard ist eine der drei lutherischen Kirchen in der Krummhörn. Sie wurde 1789/1790 im Stil des Rokoko errichtet.

## Geschichte
Woquard wird um 1000 in den Werdener Urbaren aufgeführt. Im Mittelalter besaß der Ort eine eigene Kirche und gehörte zur Propstei Groothusen im Bistum Münster. Im Zuge der Reformation wechselte Woquard zunächst zum reformierten Bekenntnis und berief einen gewissen Dirius als ersten protestantischen Prediger. Dieser wurde 1578 von Graf Edzard II. zugunsten eines lutherischen Geistlichen versetzt. Seitdem ist die Woquarder Kirche lutherisch, auch wenn viele Mitglieder reformiert blieben. Im Jahr 1712 kam es zum Streit, als ein neuer lutherischer Pastor die reformierten Mitglieder so gegen sich aufbrachte, dass er bereits 1713 versetzt werden musste.
Nachdem der Vorgängerbau eingestürzt war, errichtete Bauleiter Frantzius auf der alten Kirchenwarft im Jahr 1789/90 die neue Kirche. Aus finanziellen Gründen wurde der Kirchturm erst 75 Jahre später angebaut, da die Gemeinde den Kirchenbau selbst finanzieren musste. Im Jahr 1967 zerstörte ein Blitzeinschlag in den Turm die Elektrik und zog auch die Orgel stark in Mitleidenschaft. 1972 wurde Woquard zur Kapellengemeinde ohne eigenen Pfarrer. Im Zuge eines Neubaugebietes wuchs die Zahl der Gemeindemitglieder jedoch schnell und die Kirche erhielt ihren früheren Status als selbstständige Kirchengemeinde zurück. Zum 1. Januar 2024 fusionierte sie mit Pewsum zu einer Kirchengemeinde. Die Katharinengemeinde ist mit 2300 Mitgliedern die größte evangelische Gemeinde in der Krummhörn.

## Baubeschreibung
Die schlichte Kirche ist ein rechteckiger Saalbau mit großen rundbogigen Fenstern und einem halbrunden Ostabschluss. Sie gehört zu den wenigen Rokoko-Kirchen Ostfrieslands. Der 1865 errichtete neugotische Turm ragt in das Kirchenschiff hinein und ist im oberen Geschoss aufwändig gestaltet. Oberhalb der paarigen Spitzbogen-Fenster im Obergeschoss, die als Schallarkaden dienen, wird er durch einen Spitzhelm abgeschlossen, der mit vier kleinen Ecktürmen verziert ist. Mit 22 Metern ist der Kirchturm der höchste in der Krummhörn. Dort hängt eine der ältesten Glocken Ostfrieslands, die noch aus der vorherigen Kirche stammt. Nach Schätzungen stammt sie aus der Zeit um 1250 oder 1280. Sie erklingt auf dem Schlagton f1. Wahrscheinlich hat sie beim Turmeinsturz ihre Krone verloren und läutet seitdem ohne Krone, direkt am Joch befestigt.

## Ausstattung

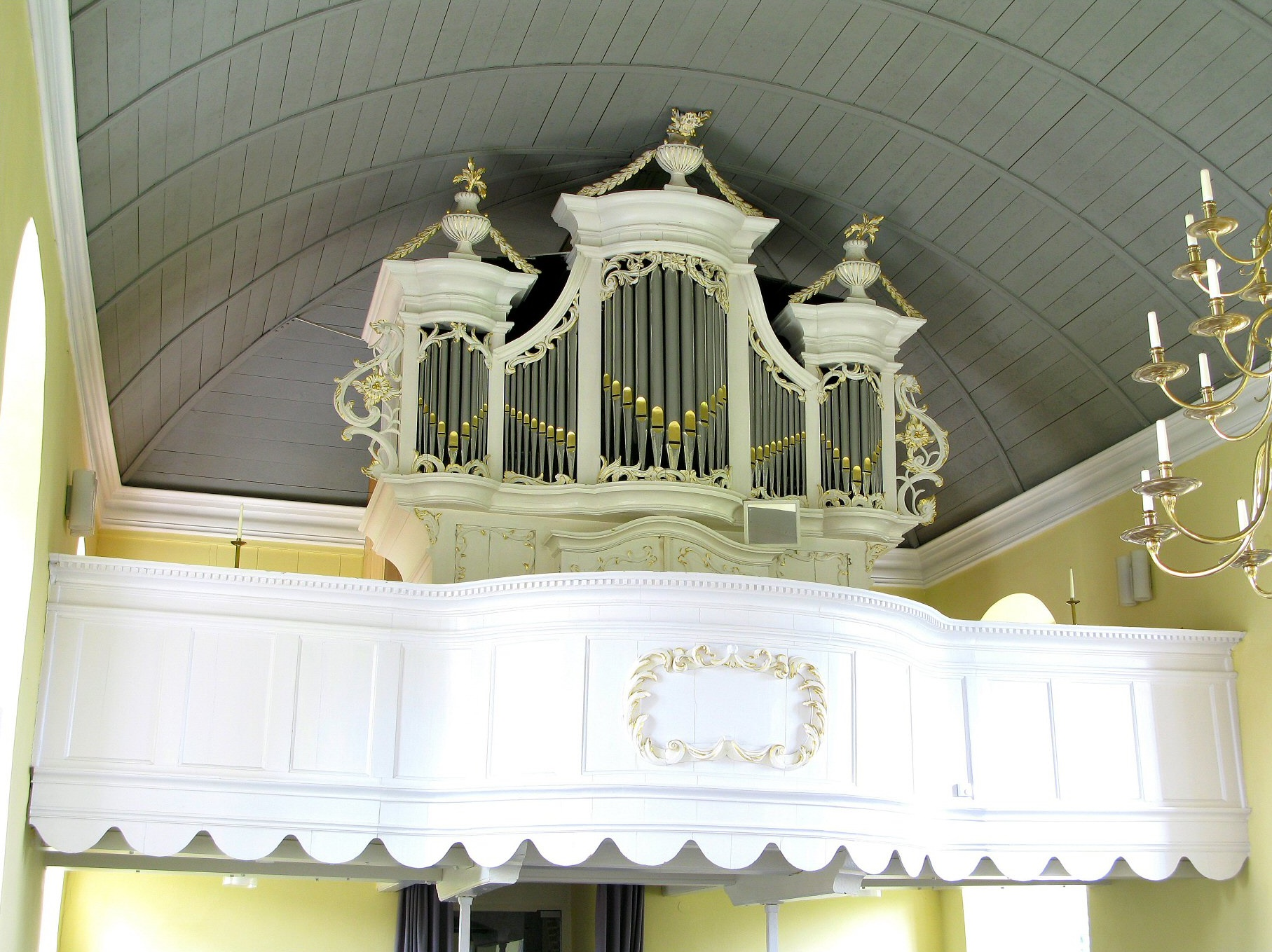
Müller-Orgel von 1804

Der Innenraum wird durch eine hölzerne Segmentbogendecke abgeschlossen. Die Altarkanzel stammt aus dem Erbauungsjahr der Kirche.

### Orgel
Die Orgel wurde 1804 als letztes Werk des Wittmunder Orgelbauers Hinrich Just Müller gebaut. Sie ist mit ihrem klaren Prospektaufbau noch spätbarock gestaltet, während die bekrönenden Vasen bereits auf den Klassizismus hinweisen. Bis auf die Vox humana (Karl Puchar, 1939) sind alle Register original erhalten. 2005/06 führte Bartelt Immer eine Restaurierung durch. Das Instrument verfügt über neun Register auf einem Manual und angehängtem Pedal und weist folgende Disposition auf:
| Manual C–f3 |             |    |  |
| 1.          | Principal   | 8′ |  |
| 2.          | Bordun      | 8′ |  |
| 3.          | Principal   | 4′ |  |
| 4.          | Rohrflöte   | 4′ |  |
| 5.          | Nassat      | 3′ |  |
| 6.          | Octava      | 2′ |  |
| 7.          | Mixtur IV–V |    |  |
| 8.          | Trompet B/D | 8′ |  |
| 9.          | Foxhomane   | 8′ |  |
|             | Tremulant   |    |  |

| Pedal C–d1 |           |
|            | angehängt |